# Mimalblymoroides spinipennis
Mimalblymoroides spinipennis är en skalbaggsart som först beskrevs av Stefan von Breuning 1970.  Mimalblymoroides spinipennis ingår i släktet Mimalblymoroides och familjen långhorningar. Inga underarter finns listade i Catalogue of Life.